# Crichton Golf Course
Crichton Golf Course is een golfbaan in Dumfries in Schotland. De golfbaan heeft 9 holes en beschikt over een eigen clubhuis.

## Scorekaart
| Hole   | Par | Stroke index | Lengte (wit; in meter) |
| ------ | --- | ------------ | ---------------------- |
| 1      | 4   | 3            | 320                    |
| 2      | 4   | 2            | 247                    |
| 3      | 4   | 5            | 310                    |
| 4      | 4   | 8            | 295                    |
| 5      | 3   | 4            | 182                    |
| 6      | 5   | 6            | 452                    |
| 7      | 4   | 1            | 416                    |
| 8      | 4   | 9            | 231                    |
| 9      | 3   | 7            | 167                    |
| Totaal | 35  |              | 2.721                  |